# A91高速公路 (義大利)
A91高速公路（義大利語：Autostrada A91），是義大利一條高速公路，自首都羅馬馬利亞納高架橋起，沿台伯河右岸，至菲烏米奇諾達文西機場止。全長18.5公里，六線行車。
1959年通車，當時稱為201國道（菲烏米奇諾機場公路）（strada statale 201 dell'Aeroporto di Fiumicino，簡稱SS 201）。1969年升格為高速公路。由於在2000年以前長期未有正式編號，羅馬市民常以稱呼之。